# 류밍쉰
류밍쉰(중국어 정체자: 劉明勳, 병음: Líu Míngxūn, 한자음: 유명훈, Sean Liu, 1963년 6월 29일 ~ )은 대만의 배우 및 성우이다.

## 방송
- 차금
- 타이완 크라임 스토리즈
- 도서협주곡
- 인생청걸원